# Trifon Trifonov
Trifon Trifonov (bulgarisch Трифон Трифонов, Trifon Trifonow; * 1952 in Katounitza) ist ein bulgarischer Jazzmusiker (Saxophon, Klarinette), der vor allem in der norwegischen Band Farmer's Market international bekannt geworden ist.

## Leben und Wirken
Trifonov, der aus einer Musikerfamilie stammt, arbeitete bis zum 24. Lebensjahr in einer Fabrik, um dann als Zirkusmusiker zu arbeiten. Beeinflusst von den Jazzsendungen in Voice of America beschäftigte er sich als Autodidakt mit diesem Musikgenre. Zwar spielte er in Bulgarien mit Gruppen wie der Plovdiv Folk Jazz Band, verdiente aber sein Geld hauptsächlich auf Hochzeiten. Er studierte am Konservatorium in Sofia und beschäftigte sich, weil es keine wirtschaftliche Basis als Jazzmusiker für ihn gab, intensiv mit der Volksmusik des Landes. In dieser Orientierung wurde er rasch zu einem bekannten Saxophonisten und Hochzeitsmusiker in Thrakien.
Nach einstündigem Vorspiel über das Telefon bei Stian Carstensen wurde er 1995 Mitglied des Quintetts Farmers Market, mit dem er international auftritt und mehrere Alben eingespielt hat. Weiterhin hat er mit Kaizers Orchestra aufgenommen (Maestro, 2005).

## Diskographische Hinweise
- Plovdiv Folk Jazz Band (Balkanton 1982, mit Emil Plachkov, Nencho Hristov, Mihail Rashev, Ivo Papazov, Venko Zahariev, Nikolai Marinov, Peter Ralchev)
- Trifon Trifonov & Stanimaka Bulgarian Wedding Music From The Last Century (Winter & Winter 2005)